# Monumento ai caduti (Corato)
Il Monumento ai Caduti del Comune di Corato della città metropolitana di Bari fu eretto nel maggio del 1956. L'opera fu commissionata dallo stesso Comune allo scultore Franco De Palma (1924-2020), attivo anche come pittore e architetto negli anni '50 e '60 del secolo scorso a Napoli, Corato e dintorni. Fu realizzato dalla ditta Di Gennaro Girolamo. Monumento dalle linee architettoniche moderne, fu accolto con favore alla sua inaugurazione alla quale parteciparono oltre diecimila persone e le rappresentanze di tutte le associazioni combattentistiche nazionali.

## Descrizione
La tipologia del monumento si ispira a quella delle antiche steli funerarie con bassorilievo figurato, anche se la struttura del monumento, alta 5,80 m e molto moderna per l'epoca, è realizzata in cemento armato interamente rivestito da lastre di marmo. Il basamento è costituito da cinque gradini rivestiti di marmo venato bianco, sopra i quali sono collocati una serie di parallelepipedi rivestiti di marmo bardiglio scuro che sorreggono un grosso parallelepipedo, su un lato del quale è incisa la scritta "CORATO AI SUOI CADUTI".
Sopra di esso è issata la stele vera e propria che è di forma rettangolare e rivestita di lastre di marmo bianco di Carrara. La stele in bronzo raffigura, secondo un progetto innovativo per l'epoca, un uomo ferito mortalmente che sta per riversarsi in avanti ma, nell'atto di cadere, viene sorretto da una serie di altri uomini dalle fattezze via via più vaghe e indistinte che, con lo sguardo in alto, ne guidano idealmente l'anima verso il cielo, stando così a simboleggiare il nobile valore del sacrificio della vita umana in guerra. Questa raffigurazione, oltre a voler testimoniare il patriottismo dei soldati, intende riconoscere la solidarietà che si crea tra di loro nel momento del pericolo e del dolore. Il monumento è stato oggetto di restauro alla fine del 2012 dopo un tentativo di furto della parte in bronzo.

## Storia
L'attuale Monumento fu realizzato in piazza Vittorio Emanuele, per commemorare i caduti di tutte le guerre. L'inaugurazione, avvenuta il 24 maggio 1956, fu un evento molto sentito dalle autorità politiche, militari e religiose del tempo in un momento in cui le ferite della guerra, terminata poco più di un decennio prima, non erano ancora rimarginate completamente. Alla cerimonia, definita "molto toccante" dalle cronache del tempo, assisterono migliaia di persone tra le quali tantissimi mutilati di guerra e familiari delle famiglie che avevano perso i propri congiunti nelle due guerre mondiali trascorse. Vi fu in questa occasione l'attiva partecipazione delle organizzazioni combattentistiche nazionali.
Il monumento sostituiva quello presente sino al 1941 quando, come altre opere analoghe in tutta Italia, fu rimosso per fonderne il contenuto da destinare alla produzione bellica del periodo. Di quest'ultimo è stata ricostruita la storia dallo studioso coratino Rino Scarnera in base a documenti rari dell'epoca. Questa prima versione fu tradotta in realtà dallo scultore Tommaso Piscitelli di Giovinazzo. L'inaugurazione avvenne il 21 settembre 1925 per essere poi rimosso il 19 aprile 1941 dalla ditta Lorusso di Bari. Il Generale Adolfo Perrone, proprio per sottolineare il legame con l'opera originaria del Piscitelli, nel suo discorso in occasione della cerimonia inaugurale del maggio 1956 definì il nuovo monumento come una "ricostruzione".
La parte in bronzo che raffigurava un uomo ignudo dalle proporzioni considerevoli, ripreso nell'atto di colpire con un pugnale nella mano destra, era simile al monumento ai caduti di Giovinazzo.